# Проспект Мира (Томск)
Проспе́кт Ми́ра — улица в Томске. Пролегает от Дальнеключевской улицы до улицы Смирнова. Главная связующая магистраль центра города с северными окраинами, проходит через весь Каштак.

## История
Первоначальное название — улица Мира — дано 16 февраля 1972 года. Официальная замена названия на проспект Мира установлена 20 июля 1998 года, хотя с самого начала существования назывался именно проспектом даже в официальных документах. По легенде, проспект проложен частично на месте взлетно-посадочной полосы томского аэропорта, действовавшего на Каштаке до открытия аэропорта Богашёво . В результате, при строительстве, после долгих земляных работ по прорезанию склона Каштачной горы и организации спуска к Дальне-Ключевской улице, асфальт на проспекте был уложен на рекордные четверо суток.

## Достопримечательности
- Мемориальный комплекс погибшим в Афганистане и других локальных конфликтах (Сквер у поликлиники N°10)[1];
- Православная часовня во имя великомученика Георгия Победоносца. Дом 31, строение 1 (Сквер у поликлиники N°10);
- Крест памяти жертв Гражданской войны и сталинских репрессий[1];
- Дом собраний Церкви Иисуса Христа Святых последних дней (мормонов). Дом 10а[1].